# Großer Selberg
Der Große Selberg ist ein Berg mit einer Höhe von 275,4 m ü. NN in Vlotho. Der Berg liegt im Osten des Ortsteils Valdorf. Er gehört zu den fünf höchsten Bergen des Kreises Herford. Er gehört naturräumlich zum Weserbergland bzw. zu den Lipper Bergen. Direkt östlich des Großen Selberg liegt der etwas niedrigere Kleine Selberg. Nordöstlich liegt der Eiberg.
Der Große Selberg liegt im großflächigen Landschaftsschutzgebiet Lipper Bergland (LSG-3818-0020) des Kreises Herford. An der Westseite des Berges liegt der Schneiderstein, ein als Naturdenkmal ausgewiesener Findling.